# Guisando
Guisando é um município da Espanha na província de Ávila, comunidade autónoma de Castela e Leão, de área 37,38 km² com população de 603 habitantes (2007) e densidade populacional de 17,02 hab/km².

## Localização
Localiza-se no sul da província de Ávila.
| Noroeste: Arenas de San Pedro, San Juan de Gredos | Norte: Hoyos del Espino  | Nordeste: El Hornillo       |
| Oeste: Arenas de San Pedro                        |                          | Este: Arenas de San Pedro   |
| Sudoeste: Arenas de San Pedro                     | Sul: Arenas de San Pedro | Sudeste:Arenas de San Pedro |

## Demografia
| Variação demográfica do município entre 1991 e 2004 | Variação demográfica do município entre 1991 e 2004 | Variação demográfica do município entre 1991 e 2004 | Variação demográfica do município entre 1991 e 2004 |
| --------------------------------------------------- | --------------------------------------------------- | --------------------------------------------------- | --------------------------------------------------- |
| 1991                                                | 1996                                                | 2001                                                | 2004                                                |
| 759                                                 | 720                                                 | 635                                                 | 636                                                 |